# Кільцева об'їзна дорога Варшави
Кільцева об'їзна дорога Варшави (пол. Obwodnica etapowa Warszawy, або об'їзна дорога центру — obwodnica etapowa centrum, OEC) — кільцева комунікаційна система, яка має оточувати територію поблизу меж колишньої гміни Центр . Об’їзна дорога змінить несприятливу транспортну систему Варшави та розвантажить перевантажений центр міста. Деякі його ділянки вже завершені: Траса Армії Крайової, алея Примаса Тисячоліття, кільце Засланців Сибірських та значна частина Траси Сікерковської. Решту ділянок будують заново або модернізують старі артерії.

## Маршрут об'їзної дороги
Траса Торунська – Траса Армії Крайової – алея Примаса Тисячоліття – Єрусалимські алеї – вул. Лопушанська – вул. Хинка – вул. Сасанки – вул. Маринарська – вул. Жимовського – Долина Служевецька – алея Сікорського - алея Вітоса – Траса Сікерковська – вул. Марса – вул. Жолнерська – східна об’їзна дорога Варшави.
У зв’язку із запланованими дорожніми проєктами в столиці змінено цільовий маршрут кільцевої об'їзної дороги Варшави. На півночі Варшави замість Траси Торунської та Траси Армії Крайової об’їзна дорога проходитиме по Північному мосту. На заході замість алеї Примаса Тисячоліття, Єрусалимських алей та вулиць Лопушанської, Хинка та Сасанки пролягатиме уздовж Траси NS. На сході Варшави замість вул. Марса, Жолнерської та східної об'їзної дороги пролягатиме уздовж Траси Ольшинкі Гроховської. Траса Торунська, Траса Армії Крайової і східна об'їзна дорога стануть частинами швидкісної об’їзної дороги Варшави .
Цільовий маршрут об’їзної: Траса Північного мосту – Траса NS – вул. Маринарська – вул. Жимовського – Долина Служевецька – алея Сікорського - алея Вітоса – Траса Сікерковська – Траси Ольшинкі ГроховськоїТраса Ольшинкі Гроховської .